# Brian Talbot
Brian Talbot (Ipswich, 21 luglio 1953) è un allenatore di calcio ed ex calciatore britannico, di ruolo centrocampista.
Fu attivo negli anni settanta-ottanta nel campionato inglese con diverse squadre.

## Carriera

### Giocatore
Talbot iniziò la sua carriera nelle giovanili dell'Ipswich Town nel 1968, passando in prima squadra nel 1972; durante questi quattro anni trascorse due stagioni in prestito nella NASL con la maglia dei Toronto Metros. Giocò con la maglia dell'Ipswich sino al 1979, collezionando 227 presenze, e vincendo la FA Cup nel 1978. In questo periodo esordì con la maglia della Nazionale con cui giocò un totale di 6 partite, per la maggior parte amichevoli.
Nel gennaio 1979 fu acquistato dall'Arsenal. Fu immediatamente titolare nei Gunners, con cui nel 1979 vinse per il secondo anno di fila la FA Cup, segnando anche un gol nella finale vinta per 3-2 contro il Manchester Utd. L'anno seguente Talbot stabilì il record di presenze (70) in una singola stagione, giocando tutte le partite dell'annata 1979-1980 che vide l'Arsenal perdere in finale sia l'FA Cup che la Coppa delle Coppe. Rimase a Londra sino al 1985 collezionando un totale di 329 presenze in prima squadra fra campionato e coppe.
Lasciato l'Arsenal, fece una breve esperienza al Watford e allo Stoke City prima di diventare allenatore/giocatore del West Bromwich per due stagioni, dal 1988 al 1990. Nel 1991 lasciò temporaneamente il doppio ruolo per giocare nel Fulham, prima di chiudere la carriera nuovamente come allenatore/giocatore nell'Aldershot.

### Allenatore
Talbot si è in seguito dedicato completamente all'attività di allenatore, guidando il club maltese dell'Hibernians alla vittoria di due campionati. Nel 1997 torna in Inghilterra sulla panchina dei dilettanti del Rushden & Diamonds, nella Football Conference. Nel 2000-2001 guidò la squadra alla promozione nella Football League Two. Nel marzo 2004 assunse l'incarico di allenatore per l'Oldham Athletic, dove rimase per una stagione prima di passare all'Oxford Utd. Venne licenziato prima della fine della stagione, lasciando il club in fondo alla classifica e destinato alla retrocessione. Dopo ciò tornò a Malta dove guidò il Marsaxlokk allo scudetto e a un posto nei preliminari della Champions League.

## Palmarès

### Giocatore
- Coppa d'Inghilterra: 2

Ipswich: 1977-1978
Arsenal: 1978-1979

### Allenatore
- Campionato maltese: 3

Hibernians: 1993-1994, 1994-1995
Marsaxlokk: 2006-2007
- Supercoppa di Malta: 1

Hibernians: 1994
- Conference League: 1

Rushden & Diamonds: 2000-2001
- Campionato inglese di quarta divisione: 1

Rushden & Diamonds: 2002-2003